# Tobias Mahncke
Tobias Mahncke (* 21. November 1984 in Hamburg) ist ein ehemaliger deutscher Handballspieler.

## Karriere
Mahncke spielte bis zum Jahr 2005 beim Hamburger Oberligisten TV Fischbek. Anschließend wurde er vom Bundesligisten HSV Hamburg unter Vertrag genommen. Des Weiteren besaß er ein Doppelspielrecht für den damaligen Regionalligisten AMTV Hamburg. In den nächsten zwei Jahren stand Mahncke bei einem Europapokalspiel im HSV-Kader und hütete vier Mal das Tor in der Bundesliga. Mit dem HSV gewann er 2006 den DHB-Pokal und den Supercup, sowie 2007 den Europapokal der Pokalsieger.
Im Jahr 2007 wechselte Mahncke zum Regionalligisten VfL Bad Schwartau. Mit Schwartau gelang ihm ein Jahr später der Aufstieg in die 2. Handball-Bundesliga. Nach der Saison 2012/13 wechselte er zum Zweitligaaufsteiger HSG Tarp-Wanderup. Nachdem Tarp-Wanderup seine Mannschaft aus der 2. Bundesliga zurückzog, wurde er im Februar 2014 bis zum Ende der Saison 2013/14 vom Drittligisten VfL Fredenbeck verpflichtet. Anschließend schloss sich Mahncke dem VfL Eintracht Hagen an. Mit Hagen stieg er 2015 in die 2. Bundesliga auf, in der folgenden Saison wieder in die 3. Liga ab und schaffte 2017 den direkten Wiederaufstieg. 2019 trat er mit dem VfL wieder den Gang in die Drittklassigkeit an, im Jahr 2021 schaffte er erneut den Aufstieg in die 2. Bundesliga. Nach der Saison 2023/24 beendete er seine Karriere. Beim VfL ist er in der Marketingabteilung sowie als Torwarttrainer tätig.